# Kisköre
Kisköre ist eine ungarische Stadt im Kreis Heves im Komitat Heves, die an der Südspitze des Theiß-Sees in der Großen Tiefebene liegt.

## Geographie

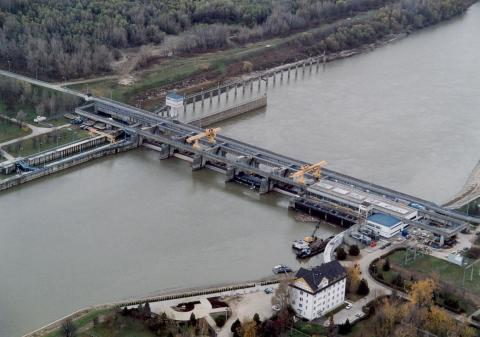
Luftaufnahme auf das Wasserkraftwerk Kisköre

Kisköre liegt in Nordostungarn, etwa 20 Kilometer südöstlich der Kreisstadt Heves. Der Komitatssitz Eger befindet sich gut 50 Kilometer nördlich. Kisköre liegt an der Theiß, die an dieser Stelle in den 1970er-Jahren zur Regulierung der Flusshochwasser zum Theiß-See aufgestaut wurde. Der See wurde daher ursprünglich als Kiskörei-víztározó („Kiskörer Stausee“) bezeichnet. Die Stadt ist neben Tiszafüred und Poroszló einer der größten Orte am Theiß-See.

## Geschichte
Archäologische Funde belegen, dass das Gebiet um die heutige Stadt Kisköre bereits vor rund 4000 Jahren von Menschen besiedelt war. In der Zeit zwischen 324 und 337 entstand nahe der heutigen Ortschaft an der Verbindungslinie von Donau und Theiß ein Teil der Befestigungsanlagen des Limes Sarmatiae. Erstmals urkundlich erwähnt wurde die Siedlung im Jahr 1323 als Kure. Später sind auch die Bezeichnungen Kerey und Kywre belegt. Den Namen Kisköre trägt der Ort offiziell seit 1901.
Die Bewohner der Ortschaft lebten lange Zeit hauptsächlich von der Landwirtschaft und dem Fischfang in der Theiß. Nach der Reformation war der Großteil der Bevölkerung protestantisch, im Jahr 1777 wurde die erste Kirche im barocken Baustil errichtet. Ende des 19. Jahrhunderts erhielt Kisköre einen Anschluss an das ungarische Eisenbahnnetz, als 1890 eine durchgehende Strecke von Kisterenye im nördlichen Mátra-Gebirge nach Kisújszállás eröffnet wurde. Bei Kisköre überquerte die Strecke auf einer damals 780 m langen Brücke die Theiß.
Im Zuge der Regulierungsarbeiten an der Theiß wurden ab Mitte des 19. Jahrhunderts die Überschwemmungsebenen des Flusses für die Landwirtschaft nutzbar, die dadurch einen Aufschwung erlebte. Zwischen 1967 und 1973 wurde bei Kisköre ein Damm errichtet, durch den der Theiß-See aufgestaut wurde. Ab den späten 1980er-Jahren spielte daraufhin der Tourismus in Kisköre eine bedeutende Rolle. Unter anderem entstanden im Ort ein Strand, ein Campingplatz und ein Bootsverleih.
Seit 2005 trägt Kisköre das Stadtrecht.

## Städtepartnerschaften
Kisköre unterhält offizielle Städtepartnerschaften mit drei Orten:
- Namysłów, Polen, seit 2003
- Berehowe, Ukraine, seit 2004
- Zagon, Rumänien, seit 2006

## Sehenswürdigkeiten
- Landhaus (Tájház), erbaut 1856, mit Heimatmuseum
- Römisch-katholische Kirche Szent Péter és Pál apostol, erbaut 1777

## Verkehr und Infrastruktur
Durch Kisköre verläuft die eingleisige, nicht elektrifizierte Eisenbahnstrecke Kisújszállás–Kál-Kápolna. Auf dieser verkehren derzeit (Stand: 2016) sechs Zugpaare pro Tag, die die Stadt auch mit Heves verbinden. Busverbindungen bestehen unter anderem nach Budapest, Debrecen, Gyöngyös, Eger, Tiszafüred und Jászberény.
Bei Kisköre überqueren Eisenbahn- und Autoverkehr auf der einspurigen Kiskörei tisza-híd gemeinsam auf einer Fahrspur die Theiß. 1890 als reine Eisenbahnbrücke erbaut, wurde sie im Laufe der Zeit mehrfach durch modernere Bauwerke ersetzt. Sie ist (Stand 2007) die drittlängste Eisenbahnbrücke in Ungarn.
Am Kiskörer Staudamm befindet sich bei Flusskilometer 404 der Theiß ein Laufwasserkraftwerk, das mit einer installierten Leistung von 28 MW das größte seiner Art in Ungarn ist.

## Persönlichkeiten
- Lajos Seres (* 1973), Schachgroßmeister